# Carex dissita
Carex dissita är en halvgräsart som beskrevs av Daniel Carl Solander och Francis M.B. Boott. Carex dissita ingår i släktet starrar, och familjen halvgräs. Inga underarter finns listade i Catalogue of Life.